# Pomezní Boudy

Němá značka Pomezních Bud

Pomezní Boudy (také Hraniční boudy, něm. Grenzbauden) jsou nejsevernější část Horní Malé Úpy patřící k obci Malá Úpa u hranice s Polskem. Na polské straně leží osada Graniczne Budy.
Pomezní Boudy leží v údolí mezi Smrčinnou horou a Lysečinskou horou ve výšce 1050 metrů nad mořem. Nachází se zde hraniční přechod pro osobní automobily na silnici II/252 od Trutnova, na kterou navazuje polská silnice 368. Z Pomezních Bud vychází cesta česko-polského přátelství vedoucí přes Sněžku na Špindlerovu boudu.

## Galerie

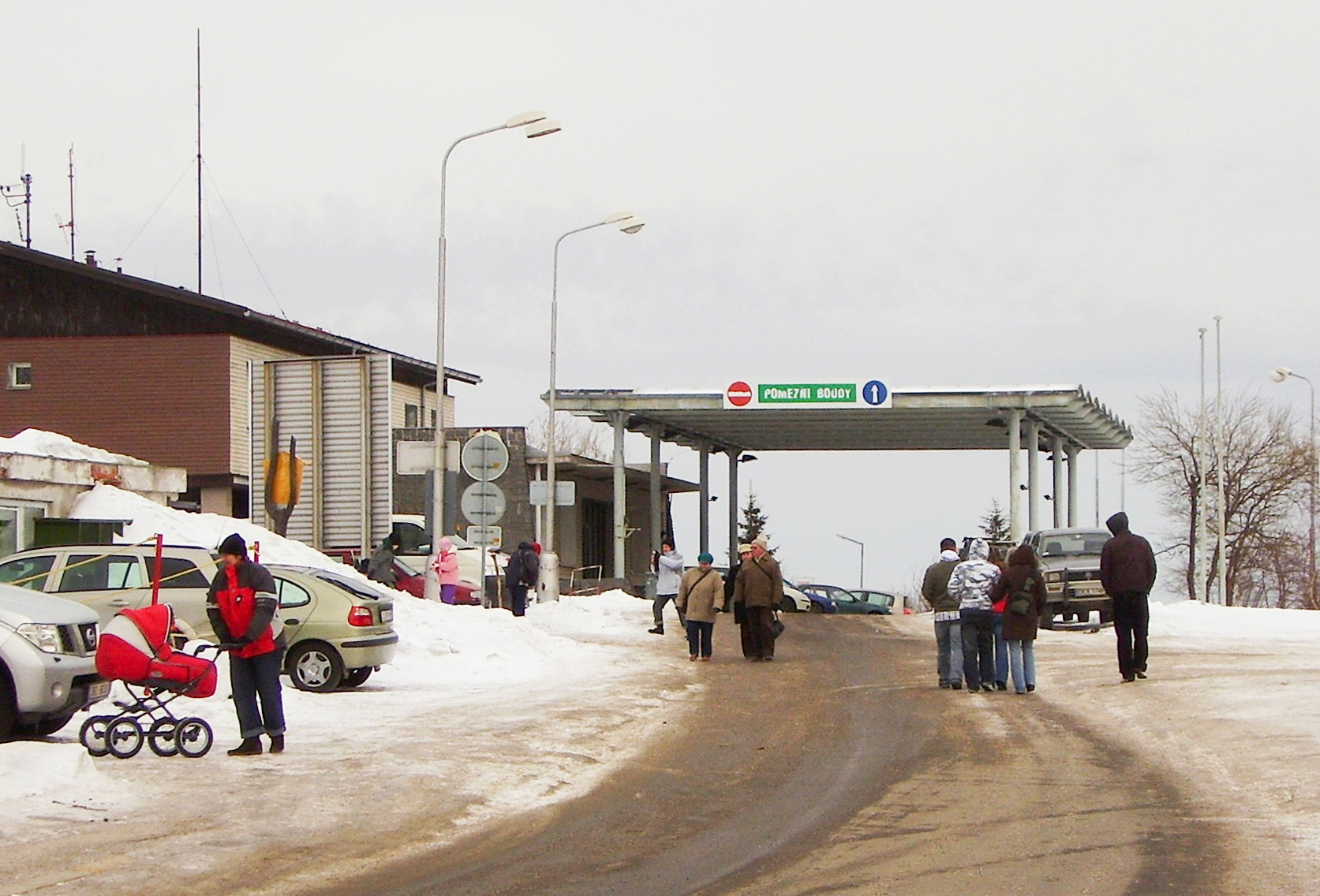
původní Česko-polský hraniční přechod Pomezní Boudy v dobách svého provozu (před zbouráním)
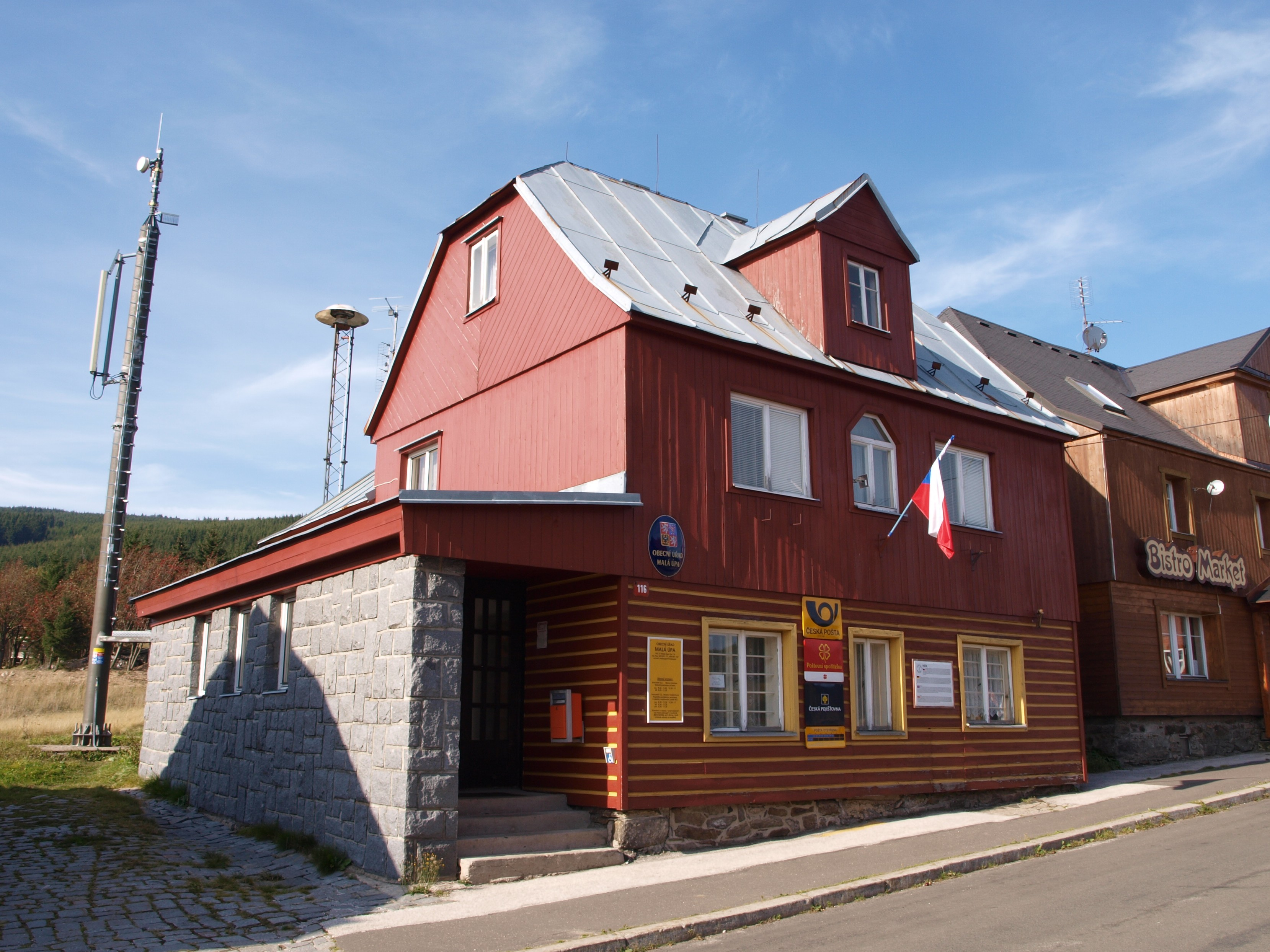
Pošta a místní úřad
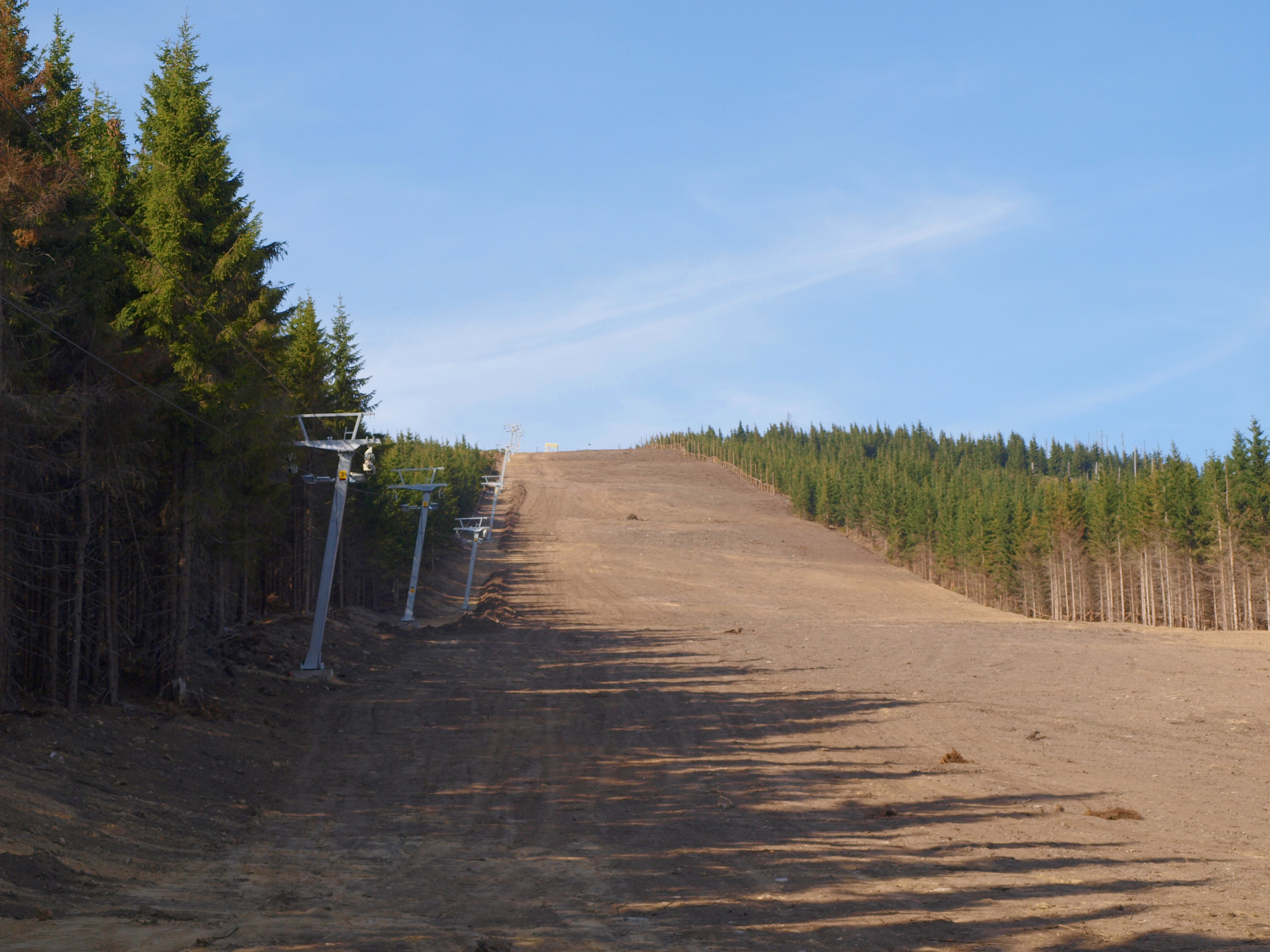
Nově budovaná sjezdovka
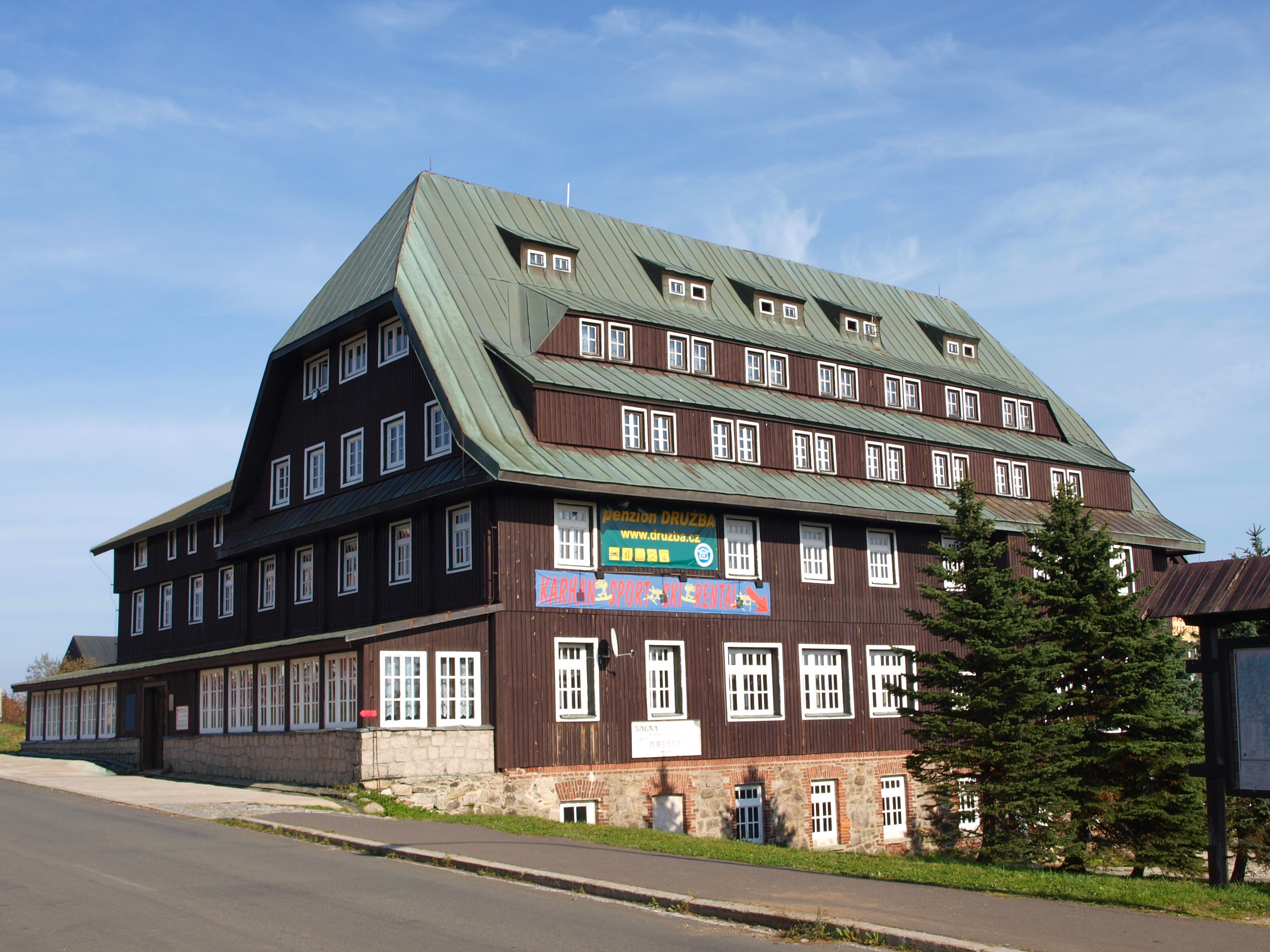
Hotel Družba
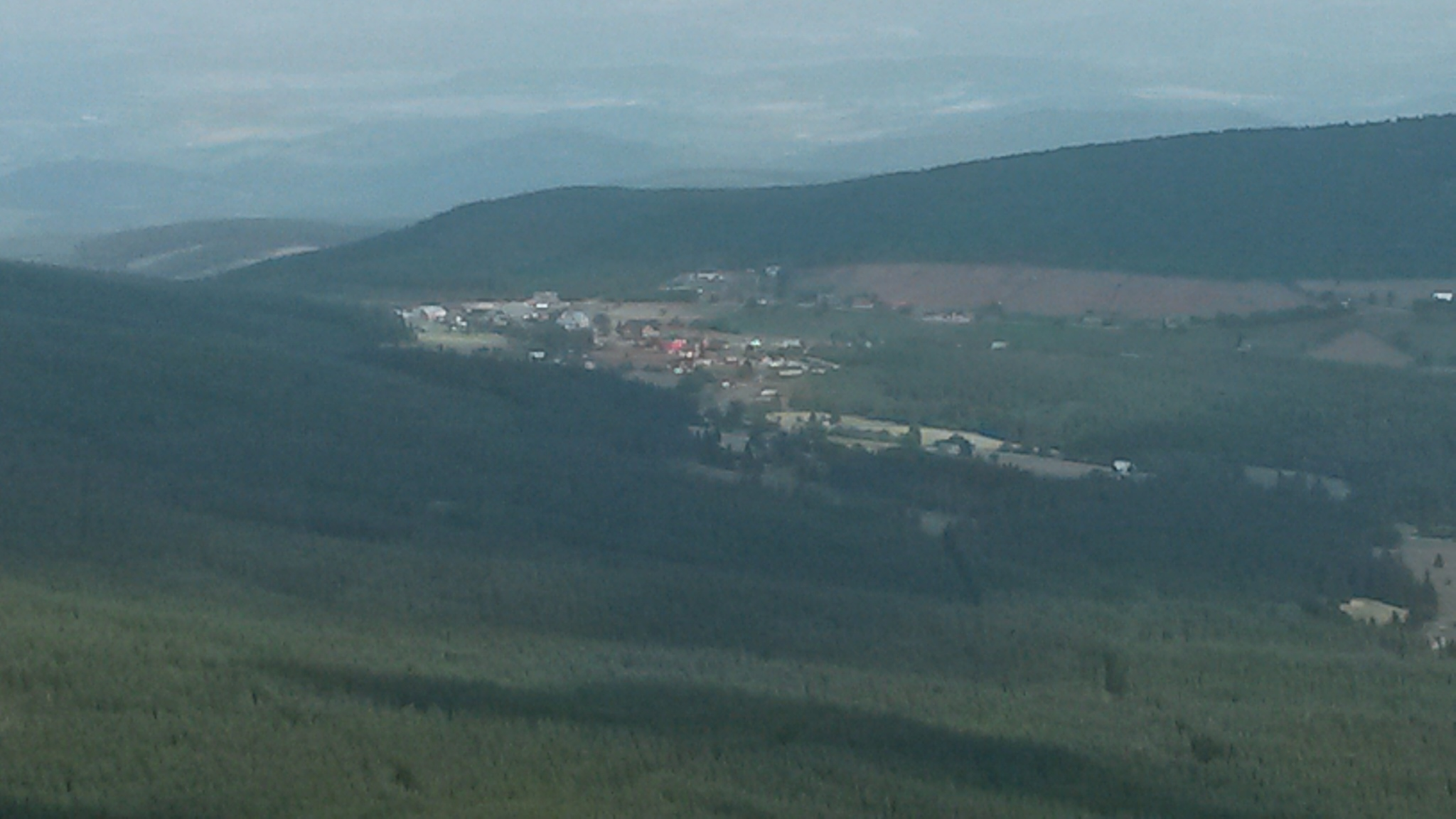
Vzdálený pohled na Pomezní Boudy